# 莫格尔
莫格尔，是西班牙安达卢西亚自治区韦尔瓦省的一个市镇。总面积203平方公里，
2001年普查人口總數為15219人，人口密度為每平方公里75人。